# Coke megye
Coke megye az Amerikai Egyesült Államokban, azon belül Texas államban található. Megyeszékhelye és legnagyobb városa Robert Lee. Lakosainak száma 3285 fő (2020. április 1.). Coke megye Runnels, Nolan, Tom Green, Mitchell és Sterling megyékkel határos.

## Népesség
A megye népességének változása:
| Lakosok száma | 3323 | 3288 | 3223 | 3210 | 3238 | 3285 |
|               | 2010 | 2011 | 2012 | 2013 | 2015 | 2020 |